# The Angry Video Game Nerd

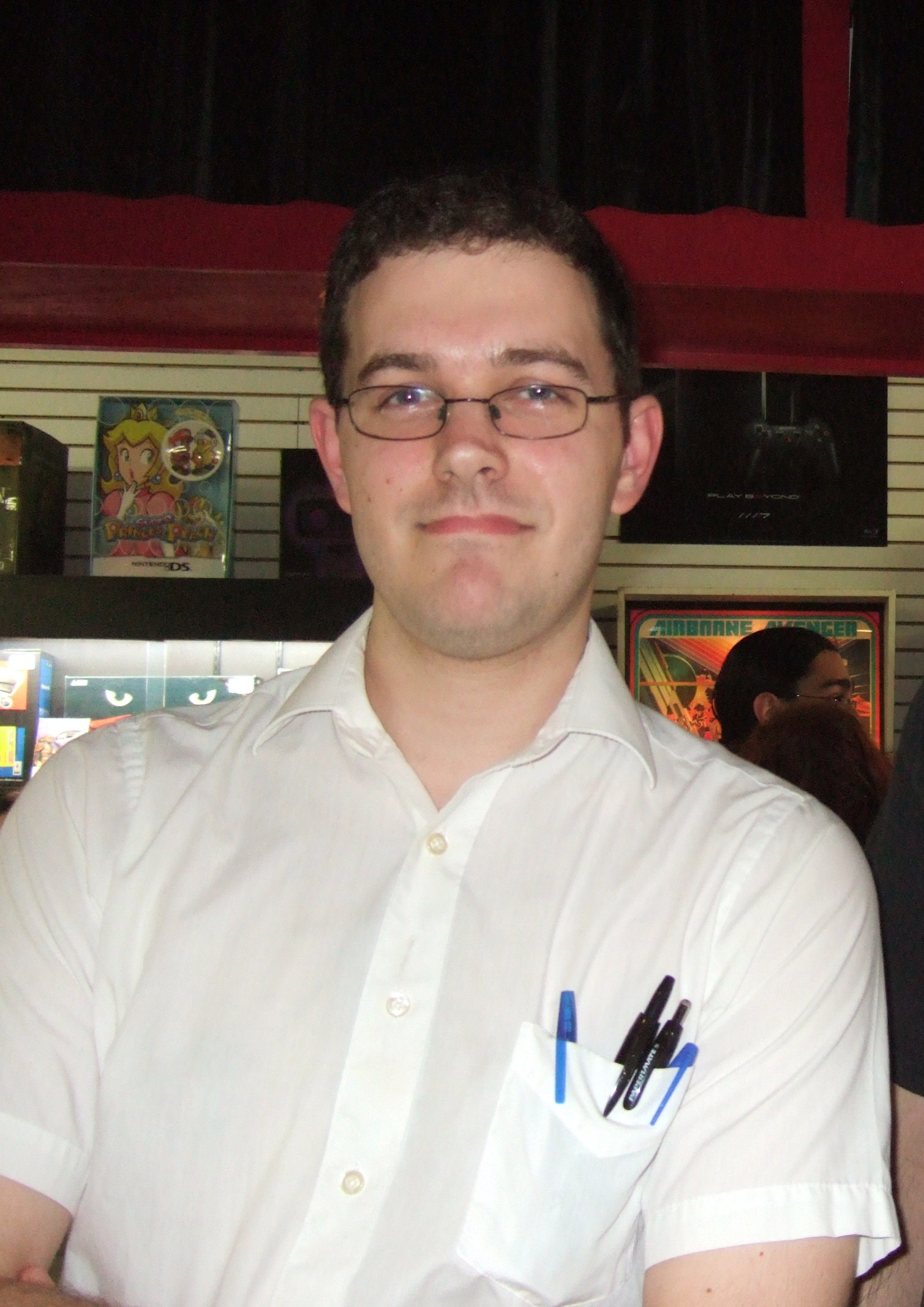
James D. Rolfe

The Angry Video Game Nerd is een typetje van James D. Rolfe. De nerd is een grofgebekte, geïrriteerde recensent van slechte retrogames. Aan dit soort spellen is vaak nauwelijks tijd en aandacht besteed, terwijl er een grote collectie beschikbaar is.
Terugkerende elementen in de afleveringen van de AVGN zijn de vergelijkingen van games via vulgair taalgebruik, het drinken van Rolling Rock-bier en cameo's van bekende figuren zoals Spider-Man, Bugs Bunny en Jason Voorhees.
Het titelnummer van de AVGN, geschreven door James zelf, en gespeeld door Kyle Justin, is zeer populair geworden en vele malen door amateurs op het internet gecoverd.
De AVGN heeft een fictieve rivaliteit met de Nostalgia Critic van That Guy with the Glasses. In september 2010 maakte James Rolfe bekend dat er een film in de maak is, die op 21 juli 2014 in première ging.
Ook heeft de AVGN zelf al een hoofdrol in een videospel gespeeld, genaamd Angry Video Game Nerd Adventures. Het spel verscheen op 20 september, 2013, op Steam, op 2 april, 2015, voor de Wii U eShop en op 2 juni, 2015, voor de Nintendo 3DS eShop. Op 17 juli 2015 werd er een vervolg aangekondigd, Angry Video Game Nerd II: ASSimilation, die gepland staat voor de winter van 2015.